# Curve - Insidia mortale
Curve - Insidia mortale (Curve) è un film del 2015 diretto da Iain Softley.

## Trama
La giovane Mallory Rutledge sta andando a Denver per le prove del suo matrimonio. Durante il tragitto videochiama la sorella Ella; questa le rivela che non ha ancora comprato i biglietti perché vuole essere sicura che sia davvero intenzionata a sposarsi e non receda all’ultimo momento dalla sua decisione. Mallory la rassicura, ma poco dopo la sua macchina ha un guasto. Prova a chiamare l’assistenza ma il suo cellulare non funziona perché non c’è campo, essendo finita in una zona isolata.
Improvvisamente incontra un uomo, un certo Christian Laughton, al quale racconta la situazione in cui si trova. Lei alla fine lo ringrazia perché grazie a lui l’auto si rimette in moto e, per cercare di sdebitarsi del favore, gli offre un passaggio.
Durante il tragitto, però, Christian comincia a comportarsi in modo strano. Quando inizia a parlare in maniera molto volgare con riferimenti sessuali espliciti, lei si ferma e gli impone di scendere immediatamente, ma lui tira fuori un coltello e le ordina di continuare a guidare. Dopo aver percorso diversi chilometri, la donna nota che la cintura di sicurezza di Christian è sganciata e cerca di ucciderlo accelerando verso un guardrail vicino a una curva. Si schiantano violentemente. Mallory si sveglia e trova l'auto capovolta. Slaccia la cintura di sicurezza, ma non riesce a scendere perché la sua gamba è bloccata sul sedile. Christian si sveglia lentamente, le dice che ha bisogno di uscire e la lascia senza aiutarla a liberarsi.
Mallory indossa una felpa con cappuccio e finisce di bere la sua bottiglia d'acqua. La mattina seguente Christian, che nel frattempo ha trovato una famiglia che gli ha fornito assistenza, torna mangiando e bevendo davanti a lei e le fa notare come il destino sia una cosa divertente. 
Quella notte dei topi entrano nell'abitacolo. La protagonista ne uccide uno e prima mangia una striscia della carne dell'animale, poi beve la propria urina. Christian torna l'indomani e le dice che sta tenendo in ostaggio la famiglia che lo aveva ospitato. Poi le dà una sega. All'inizio Mallory pensa che l'uomo gliel'abbia data per sfondare la portiera, ma quello le dice che è molto improbabile che ci riesca e che, se non si taglia la gamba ancora incastrata, morirà.
Quella notte scoppia un forte temporale e quando Christian si avvicina a salutarla, lei lo insulta e lancia le chiavi della sua macchina fuori, dove lui non riesce a ritrovarle. In quel momento un'auto della polizia di passaggio, allertata dalle pessime condizioni meteorologiche, si ferma in prossimità della curva dove è avvenuta l'uscita di strada. L'ufficiale alla guida dice a Christian che gli darà un passaggio; poi sente un urlo provenire dal precipizio ma Christian minimizza e, mentre la pioggia diventa torrenziale, persuade l'agente a seguirlo.
Quando l'auto inizia ad allagarsi, Mallory inizia a cercare di tagliare la gamba incastrata, ma si procura a malapena alcuni tagli superficiali prima che la sua gamba si liberi a causa dello spostamento della macchina causato dall'inondazione. Raggiunge faticosamente la casa dove Christian aveva detto di aver trovato persone da cui aveva ricevuto aiuto e che ora tiene in ostaggio. Lo vede uccidere l'ufficiale di polizia mediante crocefissione, dopodiché si accorge che lo psicopatico ha trucidato anche i proprietari di casa; come unico ostaggio è rimasta la loro figlia Katie. Mallory lo sorprende e gli punta una pistola che ha trovato per terra e gli intima di non muoversi. L'uomo rincorre Mallory per ucciderla mentre Katie fugge. Mallory lotta con Christian prima di spingerlo giù da un balcone del secondo piano. Il criminale cade e resta con una gamba schiacciata in una trappola per orsi. Mentre l'uomo si lamenta, Mallory gli butta un coltello, concedendogli la stessa possibilità che lui aveva dato a lei. Christian si dispera e impreca per il dolore. Mallory zoppica lungo la strada con Katie mentre la porta d'ingresso si chiude sbattendo.

## Produzione
La produzione del film cominciò nell'ottobre 2013.

## Distribuzione
Il film venne proiettato in anteprima al Film4 Fright Fest il 31 agosto 2015 e in seguito distribuito sul servizio video on demand a partire dal 19 gennaio 2016.